# 蒂希基維茨宮 (維爾紐斯)

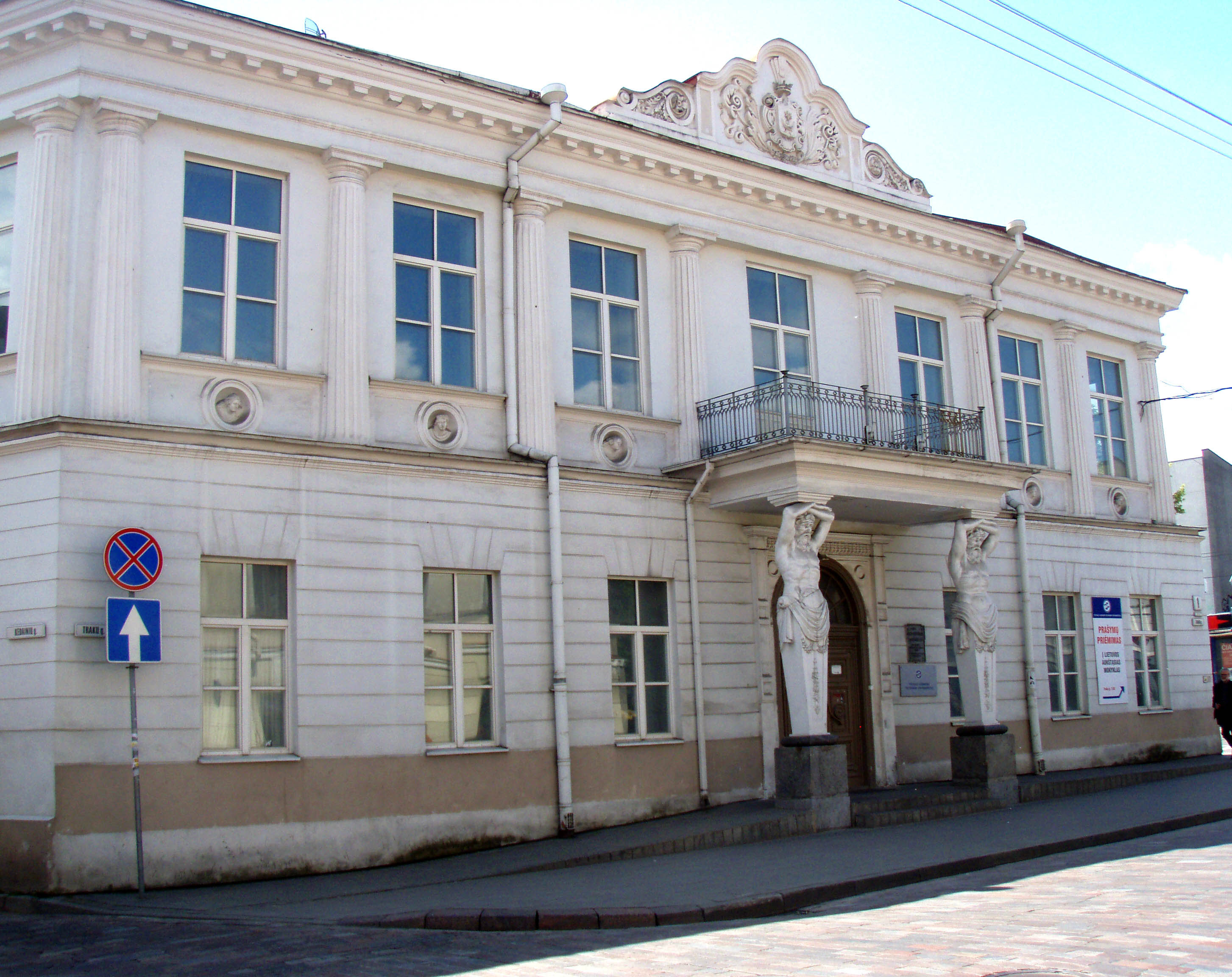
提斯克威丘斯宮

蒂希基維茨宮（Tiškevičiai Palace）是立陶宛首都維爾紐斯的一座宮殿建築，位於維爾紐斯舊城。現在這座建築被維爾紐斯蓋迪米納斯技術大學使用。這裡的首座建築修建於15世紀。1840年，這裡重建了建築。現在這裡是蓋迪米納斯技術大學的建築學院。

## 外部連結
- Vilnius Gediminas Technical University （立陶宛文）
- Tiškevičių rūmai Vilniaus Gedimino technikos universitetui[永久] （立陶宛文）

54°40′47″N 25°16′42″E / 54.67972°N 25.27833°E